# Julus anguinus
Julus anguinus är en mångfotingart som beskrevs av Karsch 1880. Julus anguinus ingår i släktet Julus och familjen kejsardubbelfotingar. Inga underarter finns listade i Catalogue of Life.